# Ischnogasteroides tenuissimus
Ischnogasteroides tenuissimus är en stekelart som först beskrevs av Giordani Soika 1941.  Ischnogasteroides tenuissimus ingår i släktet Ischnogasteroides och familjen Eumenidae. Inga underarter finns listade i Catalogue of Life.